# Marienhausen
Marienhausen ist eine Ortsgemeinde im Landkreis Neuwied in Rheinland-Pfalz. Die Gemeinde gehört der Verbandsgemeinde Dierdorf an.

## Geographische Lage
Marienhausen liegt nordöstlich von Dierdorf auf einer Anhöhe des Westerwalds.
Eine Besonderheit von Marienhausen ist, dass die Ortsgemeinde eine Exklave mit dem Namen Kuhheck aufweist, die gänzlich vom Westerwaldkreis umgeben ist.
Nachbarorte von Marienhausen sind die Ortsgemeinden Maroth im Norden, Freirachdorf im Nordosten und Marienrachdorf im Südosten (alle drei gehören bereits dem Westerwaldkreis an) sowie die Stadt Dierdorf im Südwesten. Die Exklave grenzt im Norden zusätzlich an die Ortsgemeinden Roßbach und Mündersbach des Nachbarkreises.

## Geschichte
Es gibt eine gewisse Verwirrung über das Jahr des ersten urkundlichen Dokuments über Marienhausen, welches den 2. Februar 1302 als Datum nennt. Die Jahreszahl rechnet sich nach dem so genannten „Trierer Stil“, d. h. ein neues Jahr wurde erst an Mariä Verkündigung am 25. März begonnen. Also beginnt die erste urkundliche Erwähnung nach unserer Zeitrechnung im Jahr 1303. In der Urkunde verzichtete ein Heinrich, Sohn eines Egmans aus Marienhausen (Egmans de Mergerinhusin), auf Güter der Abtei Rommersdorf. Grundherr wurde Salentin III. von Nieder-Isenburg (1303–1344). Am 5. März 1311 trug Salentin dem Trierer Erzbischof Balduin von Luxemburg (1307–1354) Lehen zu Marienhausen auf. Kurtrier erwarb hierdurch Rechte in diesem Ort, in dem es noch nicht begütert war. Im Jahr 1346 war Salentin IV. von Nieder-Isenburg (1319–1364) aufgrund einer Auseinandersetzung mit Erzbischof Balduin gezwungen Marienhausen zu verpfänden. Nach der Niederlage des Erzbischofs Balduin in der Grenzauer Fehde (1347) gelang Salentin IV. der Rückkauf. In der Pfändungsurkunde von 1346 ist erstmals für Marienhausen ein Gericht erwähnt, erst 1719 wurden die Befugnisse des Marienhausener Gerichts eingeschränkt.
Nach dem Tod des kinderlosen Grafen Ernst von Isenburg-Grenzau 1664 erlosch diese Isenburger Linie (Jüngere Linie Isenburg-Grenzau). Marienhausen wurde mit der Herrschaft Herschbach in den Kurstaat Trier eingegliedert, dort verblieb der Ort bis zur Säkularisation im Jahr 1803. Marienhausen gehörte zum Amt Herschbach, die Dorfgemeinde selbst wird in dem Marienhausener Gerichtsweistum 1536 unter dem Begriff „Nachbarn“ erwähnt, die stets gemeinschaftlich handelte, ohne dass Führungspersonen hervortraten. Spätestens im 18. Jahrhundert kam das Amt des Bürgermeisters hinzu, erstmals bezeugt 1739. Wirtschaftlich war Marienhausen landwirtschaftlich geprägt, daneben gab es eine Mühle im Ort. Im Zuge der Koalitionskriege erreichten die französischen Truppen mit 14.000 Mann am 17. September 1795 Marienhausen, seitdem war der vordere Westerwald besetzt. Seit 1797 galt der Rhein als französische Staatsgrenze, das Kurfürstentum Trier bestand nun nur noch aus einem kleinen rechtsrheinischen Rest. Aufgrund des Reichsdeputationshauptschlusses kam das Amt Herschbach und damit auch Marienhausen 1803 zum Fürstentum Nassau-Weilburg und aufgrund der Rheinbundakte 1806 zum Herzogtum Nassau.
Auch nach der Neuordnung der Herrschaftsgebiete durch den Wiener Kongress (1815) blieb Marienhausen beim Herzogtum Nassau, die Grenze zu Preußen verlief westlich des Orts. Marienhausen gehörte nun zum Amt Selters, in dem das Amt Herschbach aufging. Die Verwaltung der Gemeinde oblag nun einen von der Landesregierung eingesetzten Schultheiß. Im Jahr 1848 wurde in Nassau eine neue Gemeindeordnung eingeführt die einen gewählten Bürgermeister vorsah. 1866 wurde das Herzogtum Nassau in den preußischen Staat eingegliedert, Marienhausen gehörte nun innerhalb des Regierungsbezirks Wiesbaden zum neu gebildeten Unterwesterwaldkreis mit Sitz in Montabaur.
Die Katholische Kirche „Mariä Geburt“ wurde von 1922 bis 1924 gebaut und 1997 renoviert. Die Schule wurde im Jahr 1929 fertiggestellt, 1972 wurde die Schule geschlossen und beherbergt nach Umbau und Erweiterung im Jahr 2002 das Dorfgemeinschaftshaus, das Gemeindebüro und die Freiwillige Feuerwehr.
Nach dem Zweiten Weltkrieg wurde Marienhausen innerhalb der französischen Besatzungszone Teil des damals neu gebildeten Landes Rheinland-Pfalz. Seit 1970 gehört die Ortsgemeinde zur Verbandsgemeinde Dierdorf und damit zum Landkreis Neuwied.
Einwohnerentwicklung
Die Entwicklung der Einwohnerzahl von Marienhausen, die Werte von 1871 bis 1987 beruhen auf Volkszählungen:
| Jahr | Einwohner |
| ---- | --------- |
| 1815 | 196       |
| 1835 | 261       |
| 1871 | 273       |
| 1905 | 270       |
| 1939 | 313       |
| 1950 | 351       |
| 1961 | 322       |

| Jahr | Einwohner |
| ---- | --------- |
| 1970 | 351       |
| 1987 | 382       |
| 2005 | 489       |
| 2011 | 509       |
| 2017 | 499       |
| 2022 | 483       |
| 2024 | 471       |

## Religion
Bis in die 1930er Jahre war Marienhausen rein katholischer Ort, heute gehören rund 60 % der Katholischen Kirche an. Die seit 1922 bestehende Pfarrvikarie ist der Pfarrgemeinde Herschbach angegliedert. Rund 22 % der Einwohner gehören der Evangelischen Kirche an.

## Politik

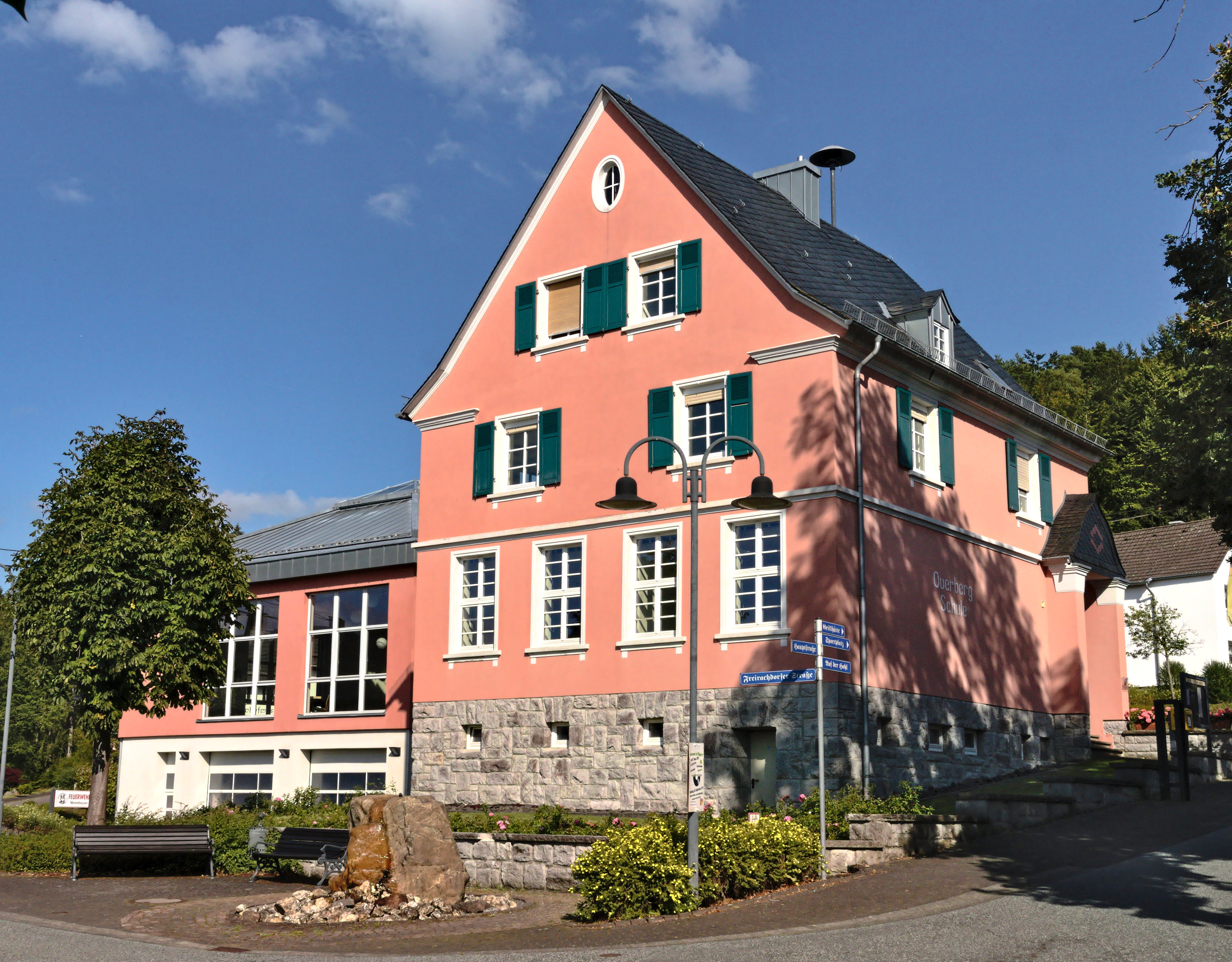
Overbergschule, heutiges Rathaus und Gemeindehaus

### Gemeinderat
Der Gemeinderat in Marienhausen besteht aus acht (bis 2014 zwölf) Ratsmitgliedern, die bei der Kommunalwahl am 9. Juni 2024 in einer Mehrheitswahl gewählt wurden, und dem ehrenamtlichen Ortsbürgermeister als Vorsitzendem.

### Bürgermeister
Maximilian Seidel wurde am 29. August 2019 Ortsbürgermeister von Marienhausen. Bei der Direktwahl am 26. Mai 2019 hatte kein Bewerber kandidiert, seine Wahl erfolgte daher gemäß rheinland-pfälzischer Gemeindeordnung durch den Gemeinderat. Bei der Direktwahl am 9. Juni 2024 wurde er als einziger Bewerber mit 93,5 % für weitere fünf Jahre in seinem Amt bestätigt.
Der Vorgänger von Maximilian Seidel als Ortsbürgermeister war Egon Radermacher. Dieser hatte das Amt 30 Jahre lang ausgeübt.

### Wappen
| Wappen von Marienhausen | Blasonierung: „Die eingeschweifte Spitze stellt eine rote stilisierte Marienkrone auf goldenem Grund dar. Die vordere Seite zeigt zwei rote Balken in Silber. Die hintere Seite zeigt einen rot bewehrten goldenen Löwen auf blauem Grund.“  |
| Wappen von Marienhausen | Wappenbegründung: Die Marienkrone verweist als redendes Wappen auf den Ortsnamen. Die roten Balken in Silber sind die Farben des Rembold-Stammes der Isenburger. Der Nassauer Löwe steht für die frühere Zugehörigkeit zum Herzogtum Nassau. |

### Gebietsreform 1970
Im Rahmen der Mitte der 1960er Jahre begonnenen rheinland-pfälzischen Verwaltungs- und Gebietsreform wurde Marienhausen mit Wirkung vom 7. November 1970 aus dem Unterwesterwaldkreis ausgegliedert und dem Landkreis Neuwied sowie der Verbandsgemeinde Dierdorf neu zugeordnet.

## Kultur und Sehenswürdigkeiten

### Museum
Das Bauernhofmuseum Marienhausen befindet sich in der Freirachdorfer Straße direkt neben dem Dorfgemeinschaftshaus. Das 2015 eröffnete Museum stellt Gerätschaften und Gegenstände des früheren bäuerlichen Lebens im Westerwald aus.

### Bauwerke
In der Denkmalliste des Landes Rheinland-Pfalz (Stand: 2024) wird die katholische Pfarrkirche Mariä Geburt in der Hauptstraße als Kulturdenkmal ausgewiesen.

## Wirtschaft und Infrastruktur

### Öffentliche Einrichtungen
Die ehemalige Schule, benannt nach dem Pädagogen Bernhard Heinrich Overberg, ist heute ein Dorfgemeinschaftshaus, welches auch das Büro des Ortsbürgermeisters, einen Sitzungssaal und die Betriebsräume der Freiwilligen Feuerwehr beinhaltet.

### Verkehr
In Marienhausen kreuzen sich die Kreisstraßen K 124 und K 153. In unmittelbarer Nähe der Gemeinde verläuft die Bundesstraße 413, die von Bendorf nach Hachenburg führt. Die nächste Autobahn-Anschlussstelle ist Dierdorf an der Bundesautobahn 3.
Der nächstgelegene ICE-Halt ist der Bahnhof Montabaur an der Schnellfahrstrecke Köln–Rhein/Main.

## Söhne und Töchter des Ortes
- Manfred Baldus (1963–2021), Rechtswissenschaftler, Hochschullehrer und Verfassungsrichter